# Partido Liberal Nacional (Dinamarca)
El Partido Liberal Nacional (danés: De Nationalliberale) fue un partido político danés o movimiento político a partir de la década de 1830 hasta aproximadamente 1880. 
Considerado frecuentemente como "el primer partido político danés", El Consejo Nacional de los liberales se fundó como una oposición gradual a la monarquía absoluta danesa. Se inspiró en los movimientos alemanes, siendo su base conformada por comerciantes, industrias, funcionarios y, principalmente, estudiantes y académicos. Entre sus principales figuras estuvieron Orla Lehmann, Ditlev Gothard Monrad, Andreas Frederik Krieger, Carl Ploug y Carl Christian Hall, pero muchos empresarios y obreros se mantuvieron como líderes hasta la década de 1840. 
Su finalidad política era lograr conformar un gobierno constitucional y promover la libertad económica con una fuerte mezcla de actitud nacionalista hacia los alemanes, especialmente en la cuestión de Schleswig. Poco a poco se fortaleció durante la década de 1840, y en la crisis y la caída del absolutismo en 1848, fue la fuerza impulsora. Después de un corto tiempo de participación en el gabinete entró como la oposición hasta 1854. Desde entonces y hasta 1864, el partido líder en Dinamarca bajo el liderazgo de Hall. Su prensa se convirtió en un factor político indiscutible. Además, esto trajo con sigo algunas reformas económicas liberales. 
La falta de capacidad de manipulación de la muy difícil cuestión de Schleswig los llevó a la derrota en 1864, lo que les quitó poder y en parte también el prestigio del partido. Durante los años siguientes actuó en segundo plano, por lo que entre 1870 y 1875 fue el socio de la coalición de Højre. Luego de estos años, la mayoría de los veteranos nacionales liberales se unieron al lado conservador. Alrededor de 1880 el partido fue disuelto en silencio, dividido por la nueva lucha constitucional en Dinamarca.

## Resultados electorales

### Parlamento (Folketing)
| Fecha     | Diputados | ±           | Gobierno          |
| --------- | --------- | ----------- | ----------------- |
| 1849      | 42/101    | Nuevo       | Oposición         |
| 1852      | 47/101    | 5           | Coalición         |
| Feb. 1853 | 40/101    | 7           | Oposición         |
| May. 1853 | 33/101    | 7           | Oposición         |
| 1854      | 78/101    | 45          | Mayoría absoluta  |
| 1855      | 78/101    | Sin cambios | Mayoría absoluta  |
| 1858      | 20/101    | 58          | Coalición         |
| 1861      | 46/101    | 26          | Minoría           |
| 1864      | 40/101    | 6           | Oposición         |
| Jun. 1866 | 20/101    | 20          | Coalición         |
| Oct. 1866 | 20/104    | Sin cambios | Coalición         |
| 1869      | 7/101     | 13          | Coalición         |
| 1872      | 53/101    | 11          | Coalición         |
| 1873      | 50/101    | 3           | Oposición         |
| 1876      | 74/102    | 24          | Mayoría absoluta. |
| 1879      | 65/102    | 9           | Mayoría absoluta. |
| May. 1881 | 69/102    | 4           | Mayoría absoluta. |
| Jul. 1881 | 75/102    | 6           | Mayoría absoluta. |